# Staveley (Kendal)
Koordinaten: 54° 23′ N, 2° 49′ W

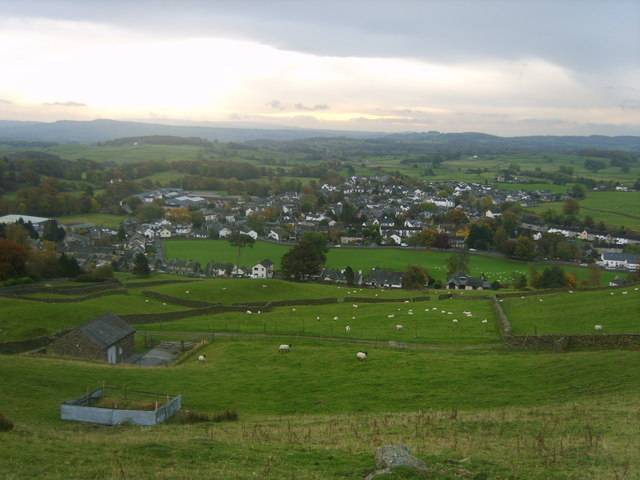
Staveley

Staveley ist ein Ort am Eingang zum Kentmere-Tal in der Nähe von Kendal in Cumbria, England. Der Ort gehörte bis 1974 zu Lancashire und kam durch den Local Government Act zu Cumbria.
Erste Siedlungsspuren in Staveley sind aus der Zeit um 4000 v. Chr. überliefert. Die A591 folgt heute dem Verlauf einer römischen Straße von Kendal nach Ambleside durch Staveley. Der Ort hat einen Bahnhof an der Kendal and Windermere Railway.
Staveley erhielt 1328 das Marktrecht und hielt seit dem wöchentlich einen Markt ab. 1338 erhielt der Ort das Recht eine der Heiligen Margareta geweihte Kirche zu bauen, die 1388 fertiggestellt wurde. Von der Kirche steht heute nur noch der Turm. Die heutige Pfarrkirche St. James stammt aus dem Jahr 1864.
Heute gibt es in Staveley keine nennenswerte Industrie mehr, der Ort war einst als Produzent von hölzernen Spindeln für die Spinnereien Lancashires bekannt. Die Drechsler nutzten das Wasser der Flüsse Gowan und Kent, die sich in Staveley treffen für ihre Maschinen.